# Schlacht vom Hayes Pond

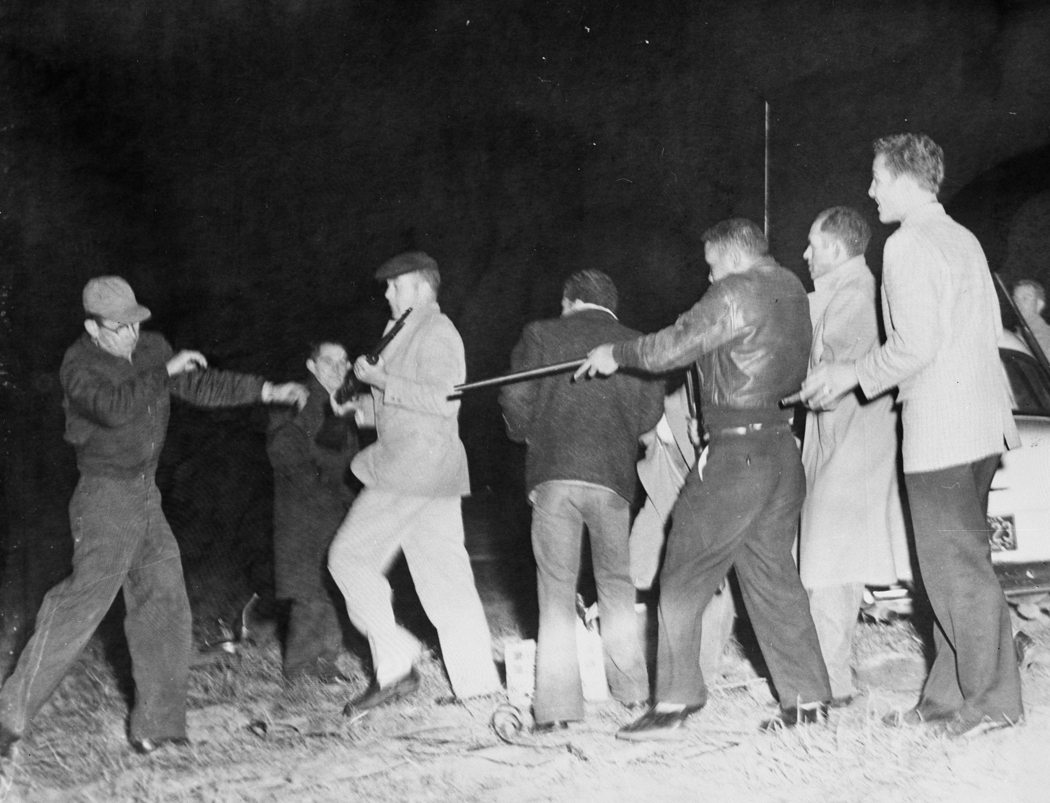
Lumbee bekämpfen Ku-Klux-Klan-Mitglieder während des Vorfalls

Die so genannte „Schlacht vom Hayes Pond“ war eine bewaffnete Auseinandersetzung zwischen den Knights of the Ku-Klux-Klan und den Lumbee-Indianern in der Nacht des 18. Januars 1958 am Rande einer Klan-Rally nahe Maxton, North Carolina.

## Hintergrund
Im Zuge eines US-Supreme-Court-Urteils 1954, das zur Desegregation in öffentlichen Schulen führte, mobilisierte der Ku Klux Klan seine Anhänger und terrorisierte im gesamten US-amerikanischen Süden Schwarze, um sie einzuschüchtern, keine weiteren Rechte einzufordern. In South Carolina war es eine Klan-Organisation namens Knights of the Ku Klux Klan (eine Vorgängerorganisation von David Dukes späterer Massenorganisation) unter der Führung des Evangelisten und Radiopredigers James W. „Catfish“ Cole der den Widerstand organisierte.
1956 gelang es den Lumbee-Indianern von Robeson Country, North Carolina teilweise staatliche Anerkennung als Lumbee Tribe of North Carolina zu erlangen. Als Mischstamm, abstammend von weißen Amerikanern, Schwarzen und Indianern war der Stamm für den Ku Klux Klan ein Ärgernis. Insbesondere Cole, der den Stamm vor allem als einen Stamm von Schwarzen sah, ärgerte sich über die staatliche Anerkennung. 1957 begann er gegen den Stamm vorzugehen. Sein Plan war es, den kleinen Stamm, der auch unter den Indigenen am Rande stand, zu verunsichern und einzuschüchtern. Dies sollte ein erster Schritt sein, den Ku-Klux-Klan in North Carolina zu gründen und so sein Einzugsgebiet zu vergrößern.
Am 13. Januar 1958 brannte der Klan ein Kreuz im Vorgarten einer indianischen Frau ab, die angeblich eine Affäre mit einem Weißen hatte. Es sollten weitere Einschüchterungsversuche folgen.

## Die eigentliche „Schlacht“

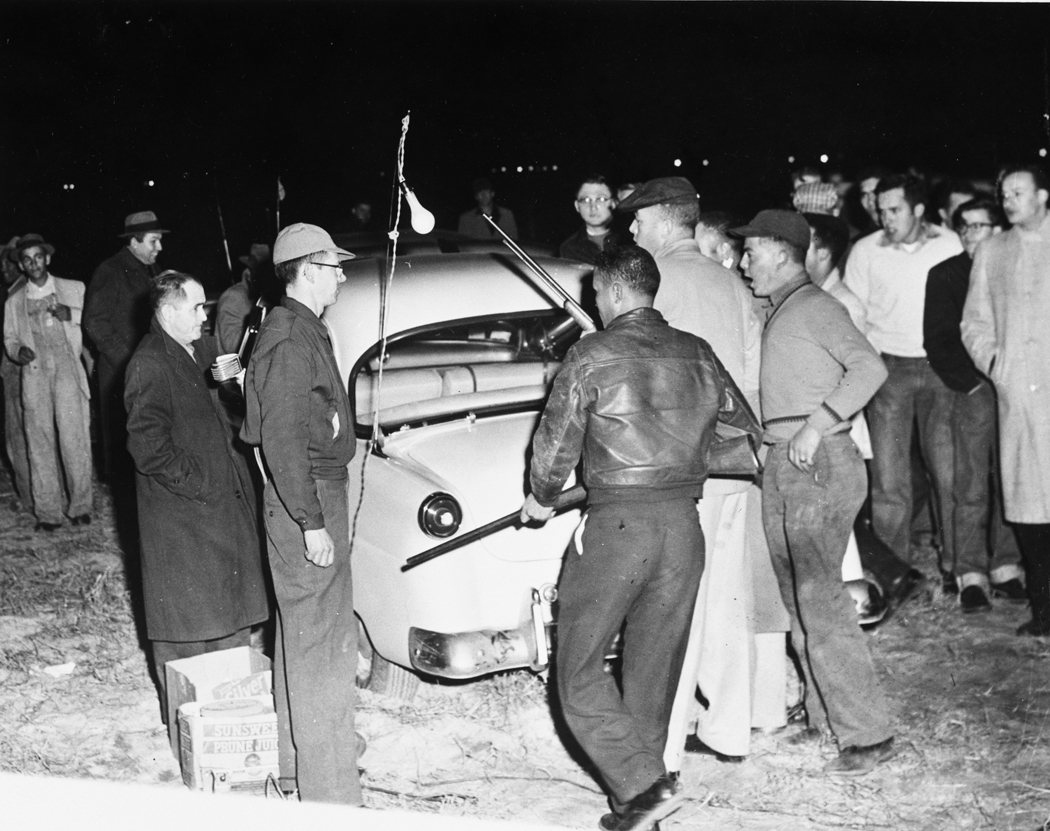
Lumbee konfrontieren Klanmitglieder um den Lichtmast herum

Am 18. Januar 1958 veranstaltete Cole selbstsicher eine Rally in der Nähe von Maxton, zu der er etwa 5000 Klansmen erwartete. In einer Rede verdammte er die Rassenmischung mit scharfen Worten und nannte die Indianer „Halbneger“ („half nigger“) und zog so den Zorn des Stammes auf sich. In der Nacht versammelten sich etwa 50 bis 100 Klansmen auf einem Feld, das ihnen ein sympathisierender Landwirt zur Verfügung stellte. Dort wollten sie ein großes Kreuz verbrennen. Ein Generator versorgte eine Lautsprecheranlage und eine Lichtquelle mit Strom.
Noch bevor das Kreuz aufgerichtet werden konnte, zerstörten die Lumbee, die mit etwa 500 bis 1000 Mann gekommen waren, die einzige Lichtquelle. Anschließend griffen sie die verängstigten Klanmitglieder mit Schusswaffen, Steinen und Stöcken an. Einige Klanmitglieder erwiderten das Feuer. Dabei wurden vier Klanmänner verletzt. Der Rest flüchtete und versteckte sich in den Büschen. Kurz darauf erreichte auch die Polizei den Ort des Geschehens. Allerdings wurde lediglich ein Klanmitglied wegen Trunkenheit verhaftet. Die Polizei ließ die Lumbee gewähren, die sich die liegengelassenen Klansymbole und des Kreuzes bemächtigten. Die Insignien und das Kreuz verbrannten sie in der Mitte von Maxton.
Ein Banner wurde später für Fotos verwendet, die in der Zeitschrift Life abgedruckt wurden und zwei Indianer zeigten, die mit ihrer Beute posierten.

## Auswirkungen
Cole protestierte später gegen das späte Eingreifen der Polizei. Gouverneur Luther H. Hodges prangerte den Klan in einer Pressemeldung an. Später wurde Anklage gegen Cole erhoben und er wurde wegen Anstiftung zum Aufstand zu zwei Jahren Haft verurteilt. Während seiner Abwesenheit kamen alle Klanaktivitäten in Robeson County zum Erliegen. Seine Frau versuchte in dieser Zeit Geld für eine Revision zu erheben, doch Cole musste die komplette Haftstrafe absitzen. Anschließend setzte er seine rechte Karriere in den klannahen Organisationen Helping Hands C.B. Club und dem Committee for Better Government fort.
Gegen keinen der Lumbee wurde Anklage erhoben, auch wurde nicht gegen sie ermittelt. Die Lumbee feierten ihren Sieg über den Klan mit einem jährlichen Fest und gaben dem Vorfall den Namen „Schlacht vom Hayes Pond“.